# Lloro de collar groc
El lloro de collar groc o lloro de Port Lincoln (Barnardius zonarius) és una espècie d'ocell de la família dels psitàcids i única espècie del gènere Barnardius. Habita boscos, matolls, camps de conreu i ciutats de la major part d'Austràlia.

## Subespècies
S'han descrit unes quatre subespècies:
- B. z. barnardi (Vigors et Horsfield, 1827). Del sud-est d'Austràlia.
- B. z. macgillivrayi (North, 1900). Del nord-est d'Austràlia.
- B. z. semitorquatus (Quoy et Gaimard, 1832). Del sud-oest d'Austràlia.
- B. z. zonarius (Shaw, 1805). De la zona central d'Austràlia.

La primera de les subespècie ha estat tractada com una espècie diferent: lloro de Barnard (Barnardius barnardi).